# 란고시
란고시(헝가리어: lángos)는 헝가리의 튀김빵이다. 길거리 음식이기도 하다. 밀가루, 설탕, 소금, 우유 또는 물 등을 넣어 반죽한 후 숙성을 거쳐 튀겨낸다. 비슷한 음식으로 메키차, 바투라, 프라이브레드 등이 있다.

## 사진 갤러리

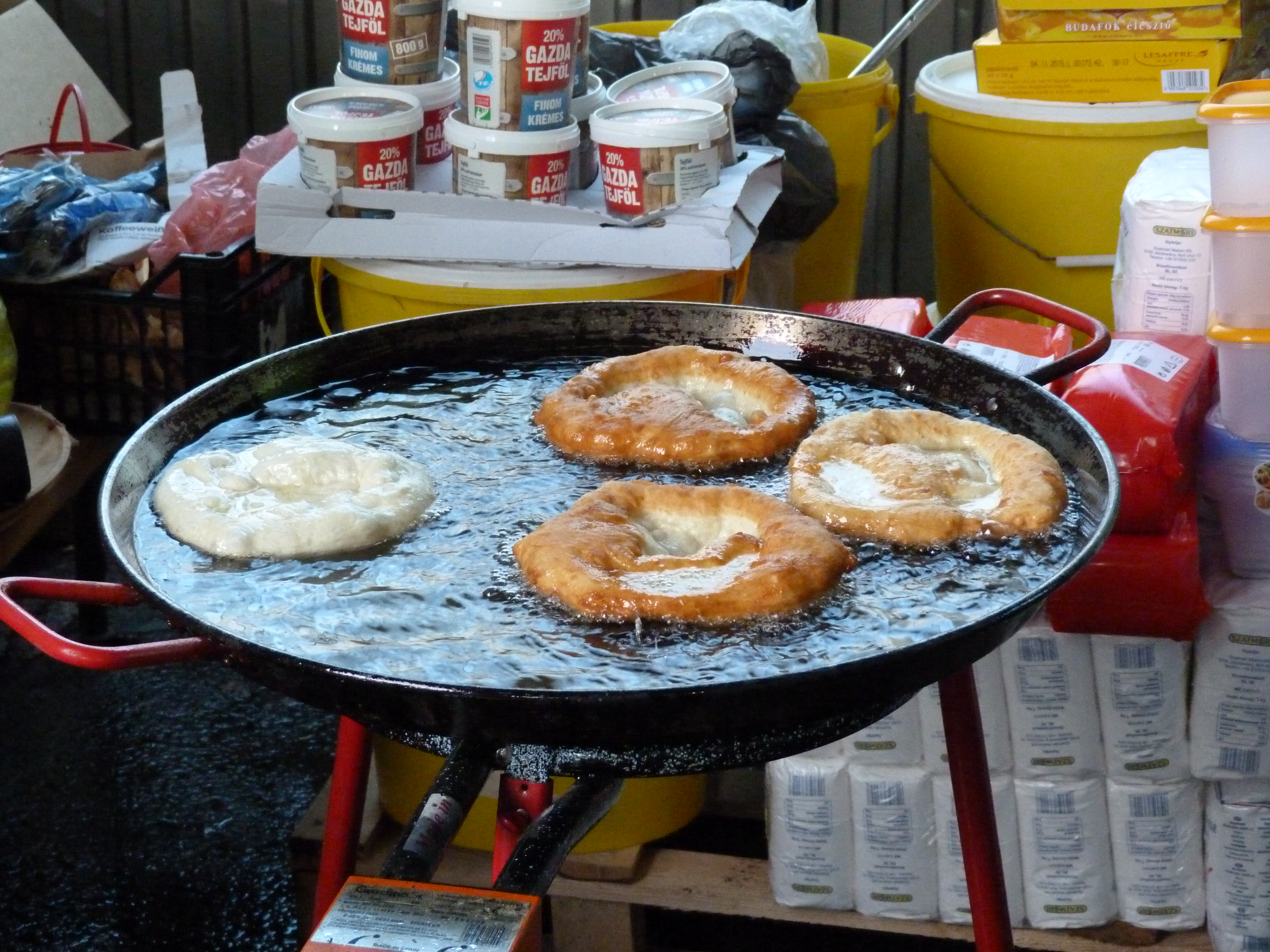
란고시 튀기기
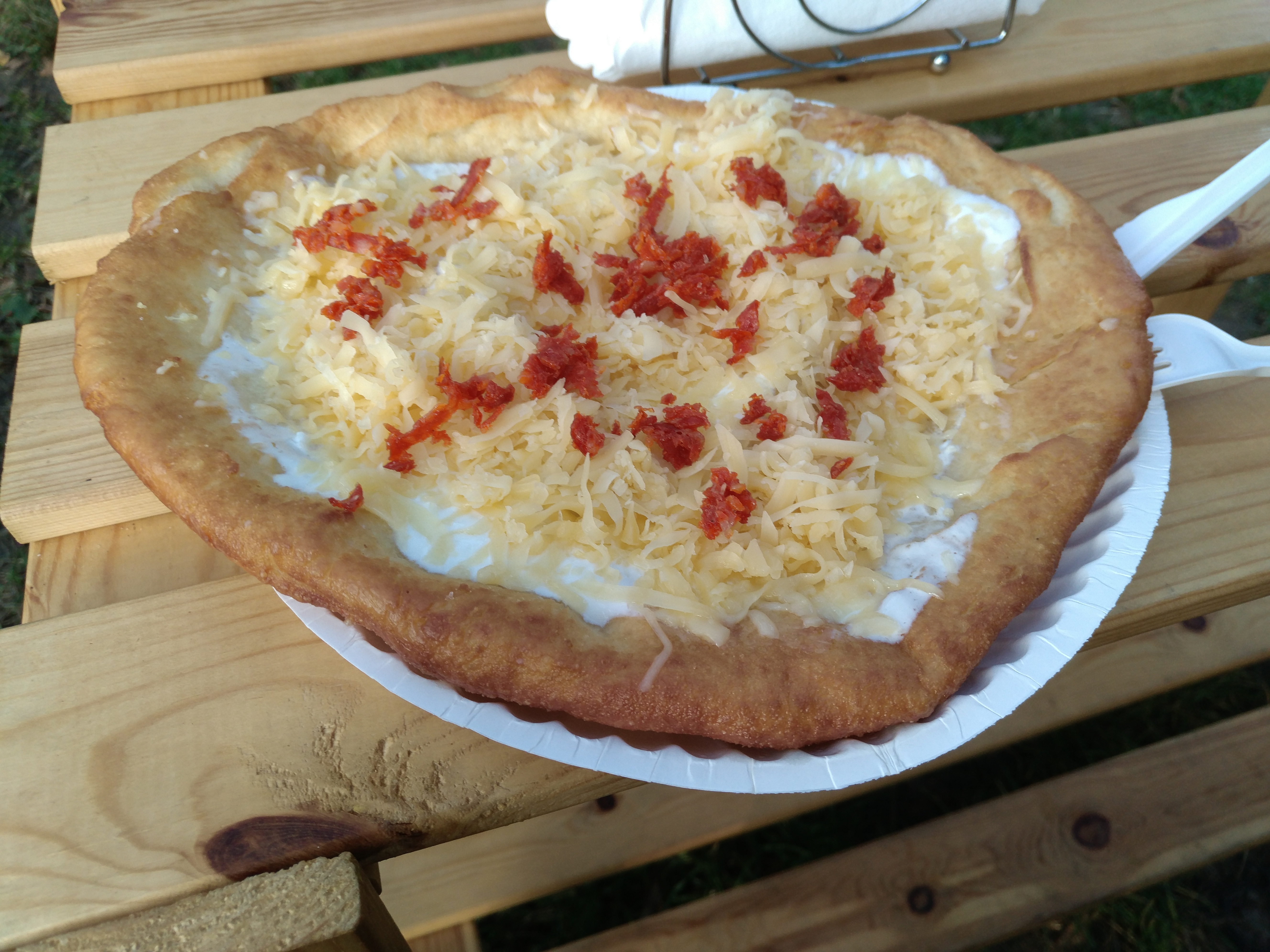
토핑을 올린 란고시
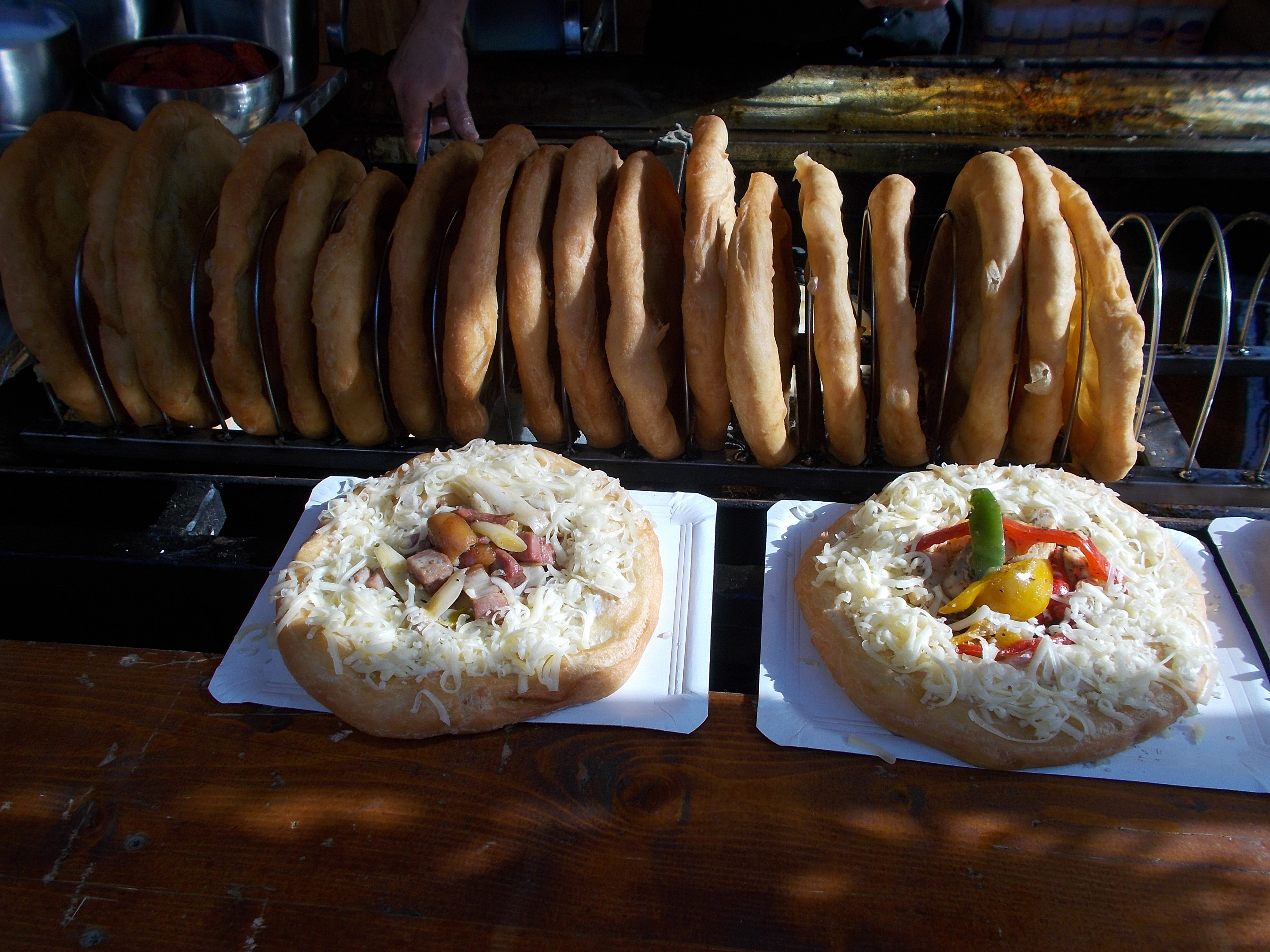
길거리 란고시
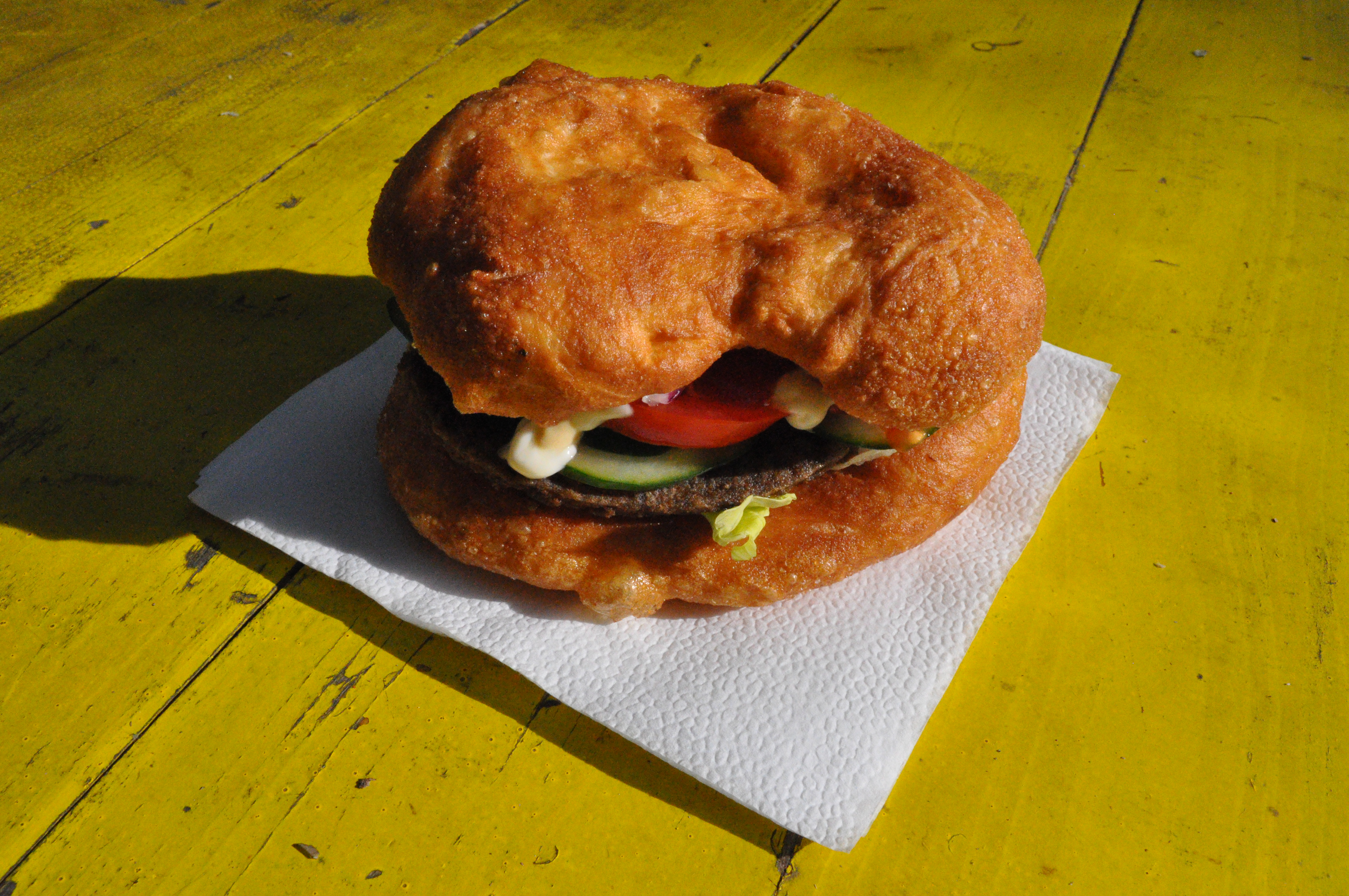
란고시 버거

## 같이 보기
- 메키차
- 바투라
- 보르초그
- 유탸오
- 프라이브레드